# Thure Sjöstedt
Thure Sjöstedt (n. 28 august 1903, Q10726258⁠(d), Kristianstads län⁠(d), Suedia – d. 2 mai 1956, Malmö S:t Pauli församling⁠(d), Malmöhus⁠(d), Suedia) a fost un luptător ce a reprezentat Suedia, medaliat olimpic. A participat la 2 ediții ale Jocurilor Olimpice (1928, 1932) în care a câștigat o medalie de aur.